# Nuria Fernández
Nuria Fernández, född den 16 augusti 1976, är en spansk friidrottare som tävlar i medeldistanslöpning.
Fernández deltog vid Olympiska sommarspelen 2000 där hon blev utslagen i semifinalen på 1 500 meter. Hennes första stora final utomhus var VM-finalen 2001 då hon slutade på tolfte plats. Året efter blev hon sjua vid EM i München. Vid så väl VM 2003 och 2005, Olympiska sommarspelen 2004 samt EM 2006 blev hon utslagen i försök eller semifinal. Däremot vid VM 2009 slutade hon på fjärde plats.
Vid EM 2010 slog hon ett nytt personligt rekord i finalen där hon vann guldet. Tiden blev 4.00,20.

## Personliga rekord
- 1 500 meter - 4:00,20